# Die Hölle ist die Abwesenheit Gottes
Die Hölle ist die Abwesenheit Gottes (im Original Hell is the Absence of God) ist eine Science-Fiction-Kurzgeschichte des US-amerikanischen Schriftstellers Ted Chiang, zuerst veröffentlicht in Starlight #3 im Jahr 2001 herausgegeben von Tor Books. Die Kurzgeschichte erschien ebenfalls in den Anthologien Year's Best Fantasy 2 und Fantasy: The Best of 2001 im Jahr 2001 sowie in den Sammlungen Die Hölle ist die Abwesenheit Gottes im Jahr 2011 in deutscher Übersetzung von molosovsky (Alexander Müller) und Geteilt durch Null im Jahr 2002 in Originalfassung und 2020 in deutscher Übersetzung. Die Hölle ist die Abwesenheit Gottes gewann den Hugo Award, Locus Award und Nebula Award.

## Handlung
In der alternativen Realität der Kurzgeschichte sind Gott, Engel, Seelen, Himmel und Hölle alles reale und sich oft physisch manifestierende Konzepte. Neil Fisk, welcher mit einem natürlich deformierten Bein geboren wurde, welches andere Menschen fälschlicherweise oft auf Gott schieben, verliert seine Ehefrau Sarah durch eine beim Besuch des Engels Nathanael zerberstende Glasscheibe. Zeugen haben ihre Seele zum Himmel aufsteigen sehen. Daraufhin diskutiert eine Selbsthilfegruppe über die Wunder und Tragödien während des Besuches. Dabei ist auch Ethan Mead anwesend, welchem bei einem Besuch des Engels Rashiel absolut nichts zustieß, was ihn seitdem über den Grund wundern ließ. Neil schreit Janice Reilly dabei an, welche als Motivationsrednerin berühmt geworden ist. Ihre Beine wurden von Gott vor ihrer Geburt entfernt, doch durch ein kürzliches Wunder bei dem Besuch des Engels Rashiel wieder hergestellt. In der Selbsthilfegruppe bezeichnet sie dies jedoch als Tragödie, da sie Beine nie für notwendig hielt und ihre Arbeit als Motivationsrednerin nun extrem erschwert ist. Neil wird zudem von den Eltern von Sarah an ihrem Tod als Strafe wegen seiner Untreue zu Gott beschuldigt. Neil ärgert sich, dass Sarah nicht in die Hölle geschickt wurde, da Suizid ihn dann sicher wieder mit ihr vereinigen könnte. Da Sarah aber im Himmel ist, bleibt ihm keine andere Möglichkeit, als bedingungslose Treue zu Gott zu finden.
Nach einem Gespräch mit Benny Varquez, welcher unerwartet durch Himmelslicht geblendet wurde, verfolgt Neil ebenfalls die Spuren der Engel nahe einer heiligen Stätte mit häufigen Sichtungen. Viele Menschen, welche das Himmelslicht gesehen haben, selbst ein Vergewaltiger und Mörder, wurden bei ihrem Tod in den Himmel aufgenommen. Bei der Sichtung und Verfolgung des Engels Barakiel ereignet sich jedoch ein Unfall und Neil verblutet langsam. Jenny und Ethan befinden sich in der Nähe und eilen zu ihm. Neil und Jenny sehen unerwartet das Himmelslicht und werden geblendet. Im Moment seines Todes erkennt Neil dadurch, dass selbst bedingungslose Liebe ihm nun unverständlich ist, da ihm selbst das Konzept einer Bedingung fremd ist. Obwohl seine Seele erst zum Himmel aufstieg, schickt Gott diese trotzdem gnadenlos zur Hölle. Ethan beobachtet dies und glaubt nun, seine frühere Begegnung mit dem Engel Rashiel sollte ihn zu Neil führen und seinen Tod sehen lassen, sodass ihm nun die Aufgabe zufällt, auf der Welt zu predigen, dass die Gnade von Gott weder gerecht ist noch verdient werden kann. Dafür ist ihm sogar die dadurch verursachte Scheidung seiner Ehefrau recht. Jenny kehrt blind zu ihrer Arbeit als Motivationsrednerin zurück und erzählt von der Schönheit des Himmelslichtes. Neil findet sich nun alleine in der Hölle ohne Sarah vor, aber mit einem ewigen Körper ohne Deformation am Bein. Einzige Strafe der Hölle ist, dass Gott dort nicht ist. Neil ist Gott trotzdem treu, trotz aller Ungerechtigkeit. Dadurch ist ihm das Verständnis für wahre Treue wie für Sarah gekommen.

## Hintergrund
Ted Chiang schreibt im Nachwort, durch den Film God’s Army – Die letzte Schlacht (im Original The Prophecy) über den Konflikt zwischen abtrünnigen und gottestreuen Engeln motiviert worden zu sein, eine Geschichte mit Engeln zu schreiben, jedoch keine Idee für ein Szenario gehabt zu haben, welches funktionieren würde. Erst deren Behandlung als Naturkatastrophen gleichende Phänomene („phenomena of terrifying power, whose visitations resembled natural disasters“) ließ ihn fortfahren. Darüber stimmte ihn das Buch von Hiob aus der Bibel nachdenklich, warum Hiob seinen Reichtum wiedererlangte, wenn doch die Botschaft sei, dass Tugend nicht immer belohnt wird („virtue isn't always rewarded“).
Ted Chiang sagte in Interviews zusätzlich, dass die Kurzgeschichte pure Fantasie („straight fantasy“) sei, da in dessen Universum die wissenschaftliche Methode nicht gilt („in which the scientific method doesn't work“). Stattdessen gehe es um unschuldiges Leiden („innocent suffering“) und den Umgang der Gott verbundenen Menschen damit. Dabei werde insbesondere die Rolle des Glaubes in der Religion untersucht und dass dieser im Falle eines unabstreitbaren Gottesbeweises nicht mehr anwendbar sei.
Ken Liu schriebt mit Single-Bit Error eine Antwort auf Die Hölle ist die Abwesenheit Gottes, welche im Jahr 2009 veröffentlicht wurde.

## Auszeichnungen
Die Hölle ist die Abwesenheit Gottes gewann den Hugo Award für beste Novellette im Jahr 2002, Locus Award für beste Novelette im Jahr 2002, den Nebula Award für beste Novelette im Jahr 2003, den japanischen Seiun-Preis im Jahr 2003 und den deutschen Kurd-Laßwitz-Preis im Jahr 2013. Darüber hinaus kam die Kurzgeschichte in die finale Auswahl für den Theodore Sturgeon Memorial Award im Jahr 2002.

## Kritik
Robert J. Sawyer und David G. Hartwell beschrieben die Kurzgeschichte als die beste Einzelgeschichte des Jahres 2002 („best single SF story of 2002“). John C. Wright bezeichnete die Kurzgeschichte dagegen als abgedroschene antichristliche Propaganda („trite antichristian propaganda“). Elf Sternberg verglich die Kurzgeschichte mit The Great Divorce von C. S. Lewis, welcher ein Unterstützer von Gott sei, wohingegen Ted Chiang sehr viel ambivalenter sei („far more ambivalent“). China Miéville schrieb in The Guardian, dass die Kurzgeschichte das Vorzeigewerk der Sammlung Geteilt durch Null sei. Es gäbe keinen moralischen Sturm und Drang („moralistic Sturm und Drang“) und Ted Chiang betreibt auch nicht das von einem liberalen Intellektuellen zu erwartene Fingerzeigen („does not descend to the finger-wagging one might expect from a liberal intellectual“).